# (3816) Chugainov
(3816) Chugainov (1975 VG9) – planetoida z grupy pasa głównego asteroid okrążająca Słońce w ciągu 4 lat i 78 dni w średniej odległości 2,61 j.a. Została odkryty 8 listopada 1975 roku przez Nikołaja Czernycha.